# Radu VII Paisie
Radu VII Paisie (Bucarest, ... – Alessandria d'Egitto, 1º marzo 1545) fu voivoda (principe) di Valacchia dal 1535 al 1545.

Radu VII Paisie Hagyak è noto anche come Radu Vodă Măjescul, Radu Vodă Călugărul, Petru I e Petru de la Argeș. Uomo di origini incerte, si dipinse come erede della casa di Basarab e dei Drăculești: figlio del principe Radu il Grande e fratellastro di Vlad Vintilă e Radu V de la Afumați. Lo studioso Nicolaus Olahus sostenne in parte questo racconto e affermò inoltre che Paisie era suo cugino. La discesa è avallata da alcuni storici moderni, mentre altri suggeriscono che Paisie fosse un membro regolare della classe boiardo, o anche un pescivendolo. È noto per essere stato un monaco della Chiesa ortodossa valacca prima della sua incoronazione.

## Biografia
Figlio di Radu IV cel Mare, Radu VII Paisie successe al fratello Vlad VIII Vintilă de la Slatina quando questi morì nel giugno del 1535 dopo avergli già conteso il regno nel 1534. Nel 1539 Radu Paisie difese con successo il suo trono da un tentativo di usurpazione orchestrato da Serban Banul.
Nel 1541, Radu VII prese in moglie Ruxandra, figlia di Basarab V Neagoe, già moglie del suo fratellastro Radu V de la Afumați, dalla quale ebbe una nutrita figliolanza: Marcu Mircea, Vlad, Maria, Voica e Carstina.
Radu VII aveva governato all'ombra dell'Impero ottomano, retto dal potente sultano Solimano il Magnifico (1520-1566), fino al 1543, quando prese contatto con l'imperatore Ferdinando I d'Asburgo. Venuta a conoscenza del tradimento, la Sublime porta pretese in ostaggio il figlio primogenito del voivoda, Marcu Mircea, come garanzia. Al rifiuto di Paisie, lui e tutta la sua famiglia vennero catturati dai turchi (1545) ed inviati in Egitto, ove si persero le loro tracce.
Sopravvisse a Radu VII solo un suo figlio illegittimo, Pătrașcu cel Bun, a sua volta voivoda di Valacchia.